# Il Resto del Carlino
il Resto del Carlino es un periódico italiano con sede en Bolonia. De nombre evocador, es uno de los diarios más antiguos de Italia. Su nombre proviene del carlino, antigua moneda de curso legal. La hoja de noticias se repartía en las tiendas para compensar el cambio que se debía después de comprar un puro (que valía 8 céntimos).

## Historia
il Resto del Carlino se fundó en 1885.  El fundador fue Amilcare Zamorani.  Entre 1912 y 1914 su editor fue Giovanni Amendola.  En 1988 el propietario del periódico era Monrif.  En 2004 los propietarios eran Monrif (59,2%) y RCS MediaGroup (9,9%).  La imprenta estaba en manos de Poligrafici Editoriali. 
il Resto del Carlino tiene su sede en Bolonia  y se publica en formato tabloide.  Sus periódicos hermanos son La Nazione e Il Giorno. 

## Circulación
Como el resto de periódicos, la digitalización ha recortado su tirada. Si la tirada de il Resto del Carlino en 1988 era de 310.000 ejemplares,  en 2000 pasó a la mitad, 188.000 ejemplares.  Se mantuvo unos años, 183.513 ejemplares en 2001 y de 180.098 ejemplares en 2002.  Pero en 2003 volvió a bajar, 179.000 ejemplares.  Al año siguiente, en 2004, 176.277 ejemplares.  Para 2007 fueron 168.000 ejemplares  y en 2008 165.207 ejemplares.

## Ediciones locales
- Ancona
- Ascoli Piceno
- Bolonia
- Cesena
- Fermo
- Ferrara
- Forlì
- Imola
- Macerata
- Marcas
- Módena
- Pésaro
- Ravena
- Reggio Emilia
- Rímini
- Roma (como Quotidiano Nazionale)
- Romaña
- Rovigo